# Graix
Graix (/gʁɛ/) est une commune française située dans le département de la Loire, en région Auvergne-Rhône-Alpes.

## Géographie

### Localisation

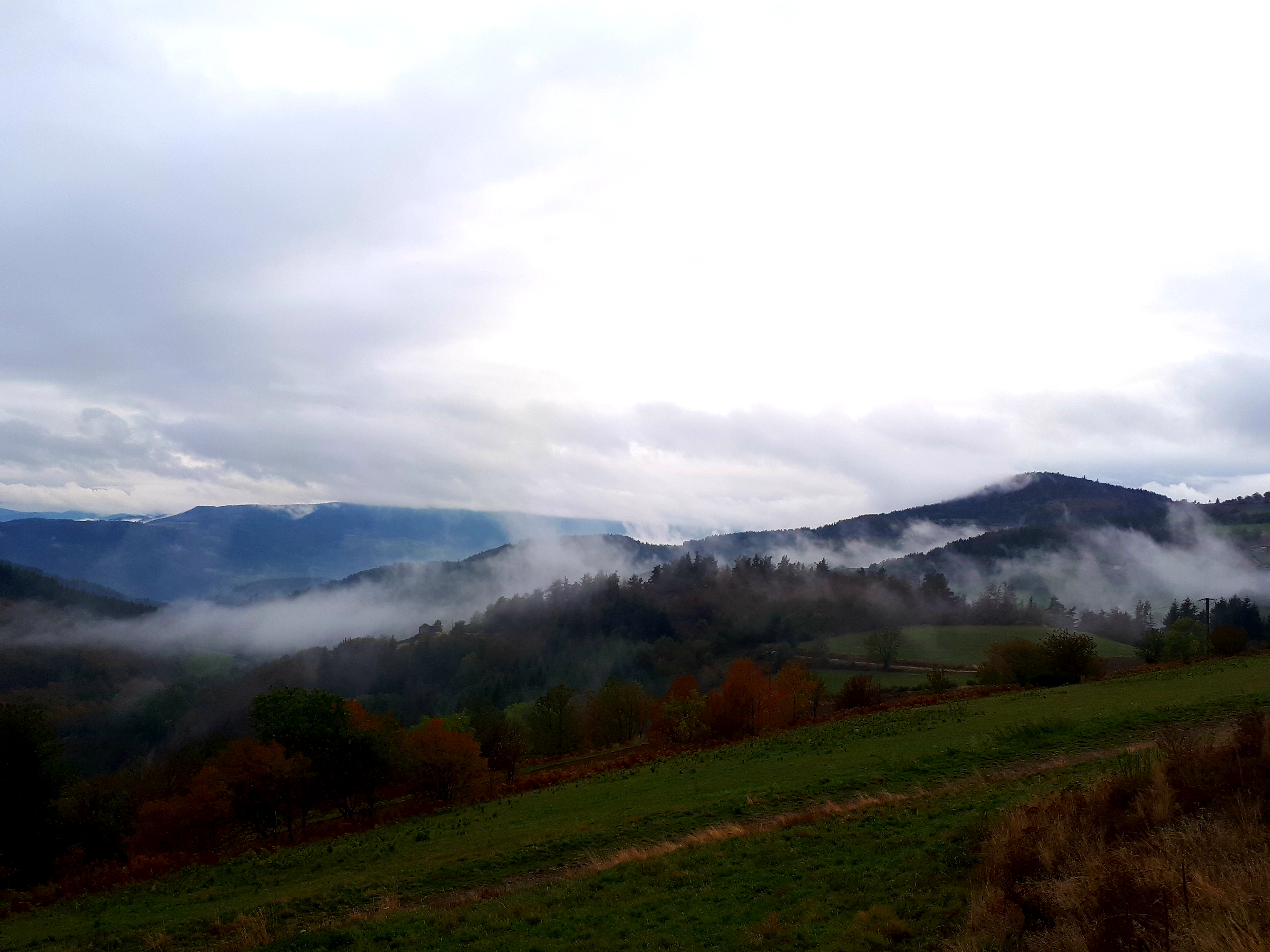
Vue ses Monts du Pilat depuis Graix.

Graix est un village du Massif du Pilat. Elle se situe à distance égale de Saint-Étienne, Saint-Chamond et Annonay.
C'est sur cette commune que se trouve le plus haut point du Pilat, le crêt de la Perdrix.

### Communes limitrophes
Les communes limitrophes sont  Colombier, La Valla-en-Gier, Le Bessat et Thélis-la-Combe.
| Le Bessat       | La Valla-en-Gier |           |
|                 | Graix            | Colombier |
| Thélis-la-Combe |                  |           |

### Géologie et relief
Le territoire communal s'étend sur près de 838 ha et s'étage de l'altitude 813 mètres à l'altitude 1431 m, au sommet du crêt de la Perdrix.

### Hydrographie

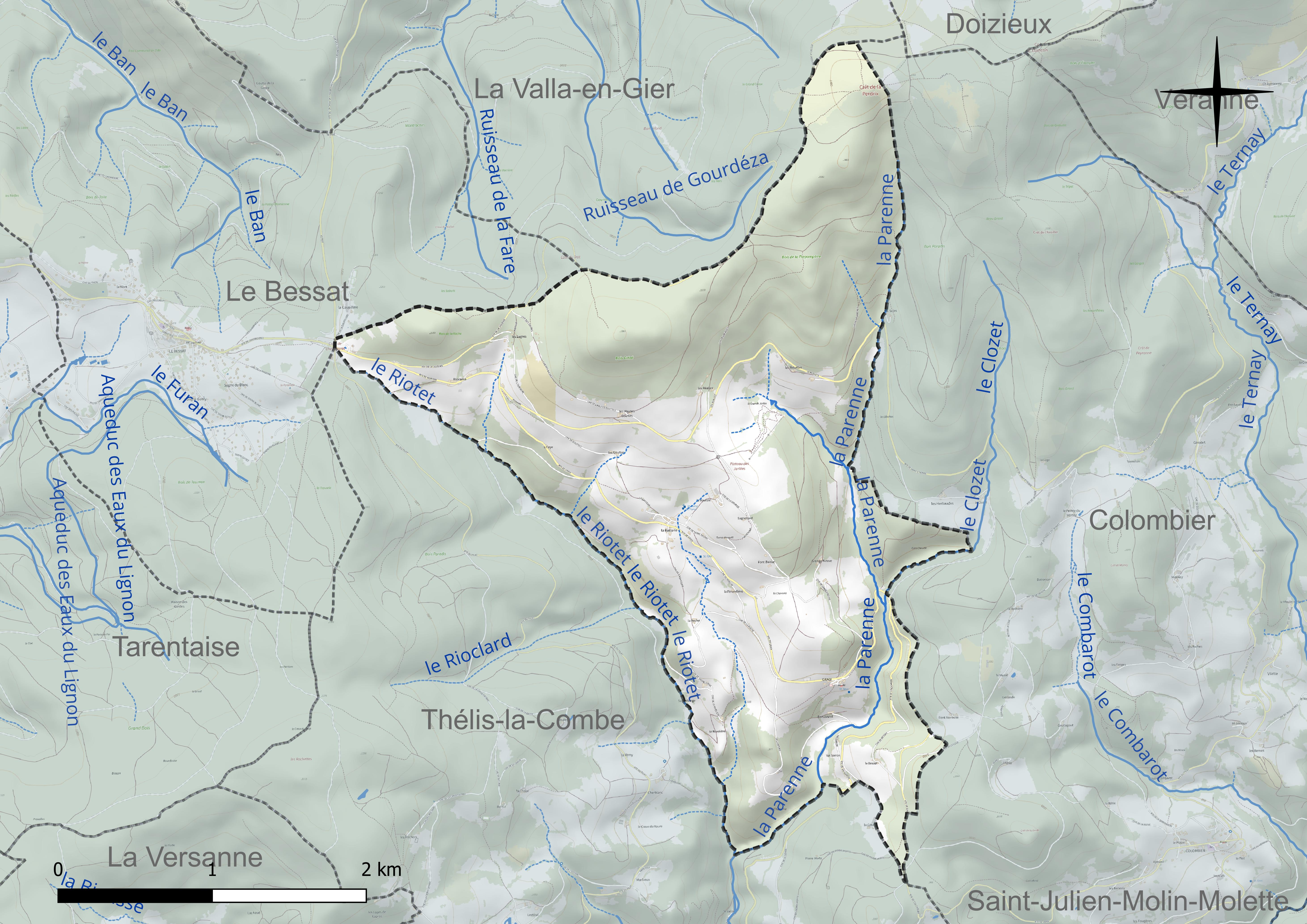
Carte du réseau hydrographique de la commune.

La commune est limitée à l'ouest par le cours du Riotet et à l'est par celui de la Parenne qui confluent à l'extrémité sud du territoire. Le Riotet est un sous-affluent du Rhône par la Cance et la Déôme.

### Climat
Pour des articles plus généraux, voir Climat d'Auvergne-Rhône-Alpes et Climat de la Loire.
En 2010, le climat de la commune est de type climat de montagne, selon une étude du Centre national de la recherche scientifique s'appuyant sur une série de données couvrant la période 1971-2000. En 2020, Météo-France publie une typologie des climats de la France métropolitaine dans laquelle la commune est exposée à un climat de montagne ou de marges de montagne et est dans une zone de transition entre les régions climatiques « Nord-est du Massif Central » et « Sud-est du Massif Central ».
Pour la période 1971-2000, la température annuelle moyenne est de 8,3 °C, avec une amplitude thermique annuelle de 15,9 °C. Le cumul annuel moyen de précipitations est de 1 031 mm, avec 10,7 jours de précipitations en janvier et 6,6 jours en juillet. Pour la période 1991-2020, la température moyenne annuelle observée sur la station météorologique installée sur la commune est de 8,0 °C et le cumul annuel moyen de précipitations est de 1 019,3 mm,. Pour l'avenir, les paramètres climatiques de la commune estimés pour 2050 selon différents scénarios d'émission de gaz à effet de serre sont consultables sur un site dédié publié par Météo-France en novembre 2022.
| Mois                                  | jan.           | fév.          | mars           | avril         | mai           | juin          | jui.          | août          | sep.          | oct.          | nov.          | déc.           | année     |
| ------------------------------------- | -------------- | ------------- | -------------- | ------------- | ------------- | ------------- | ------------- | ------------- | ------------- | ------------- | ------------- | -------------- | --------- |
| Température minimale moyenne (°C)     | −1,9           | −2,5          | 0,2            | 3,7           | 6,4           | 10,2          | 12,5          | 12,2          | 9,1           | 6             | 1,9           | −0,5           | 4,8       |
| Température moyenne (°C)              | 0,6            | 0,2           | 3,2            | 7,1           | 10            | 14,1          | 16,7          | 16,2          | 12,7          | 8,9           | 4,3           | 2,1            | 8         |
| Température maximale moyenne (°C)     | 3,1            | 2,9           | 6,3            | 10,6          | 13,5          | 18,1          | 20,8          | 20,2          | 16,2          | 11,9          | 6,7           | 4,7            | 11,3      |
| Record de froid (°C) date du record   | −12,3 18.01.13 | −20 04.02.12  | −12,8 09.03.10 | −7,1 07.04.08 | −3,6 07.05.10 | −0,3 02.06.06 | 4,6 10.07.07  | 4,3 27.08.11  | 0,8 27.09.20  | −7,4 28.10.12 | −9,9 28.11.13 | −12,8 20.12.09 | −20 2012  |
| Record de chaleur (°C) date du record | 19,1 01.01.22  | 18,3 26.02.19 | 18,1 31.03.21  | 21,1 21.04.18 | 26,9 13.05.15 | 32,5 27.06.19 | 32,4 27.07.20 | 33,3 24.08.23 | 26,7 14.09.20 | 25,1 09.10.23 | 19,4 02.11.20 | 17,9 02.12.15  | 33,3 2023 |
| Précipitations (mm)                   | 63,8           | 54,2          | 51,7           | 81            | 118,8         | 88,8          | 91,3          | 71,7          | 86            | 109,8         | 127,5         | 74,7           | 1 019,3   |

### Paysages
Depuis le Crêts de la Perdrix, point culminant de la commune et du massif du Pilat, le visiteur observe un remarquable panorama sur le Forez, la chaîne des Alpes, le Vercors, la chaîne des Puys et le Velay, les monts du Vivarais et le Jura.
Les chirats rythment la végétation pseudo alpine des landes de callune, myrtille, pensée et arnica des montagnes.

## Urbanisme

### Typologie
Au 1er janvier 2024, Graix est catégorisée commune rurale à habitat très dispersé, selon la nouvelle grille communale de densité à sept niveaux définie par l'Insee en 2022.
Elle est située hors unité urbaine. Par ailleurs la commune fait partie de l'aire d'attraction de Saint-Étienne, dont elle est une commune de la couronne,. Cette aire, qui regroupe 105 communes, est catégorisée dans les aires de 200 000 à moins de 700 000 habitants,.

### Occupation des sols

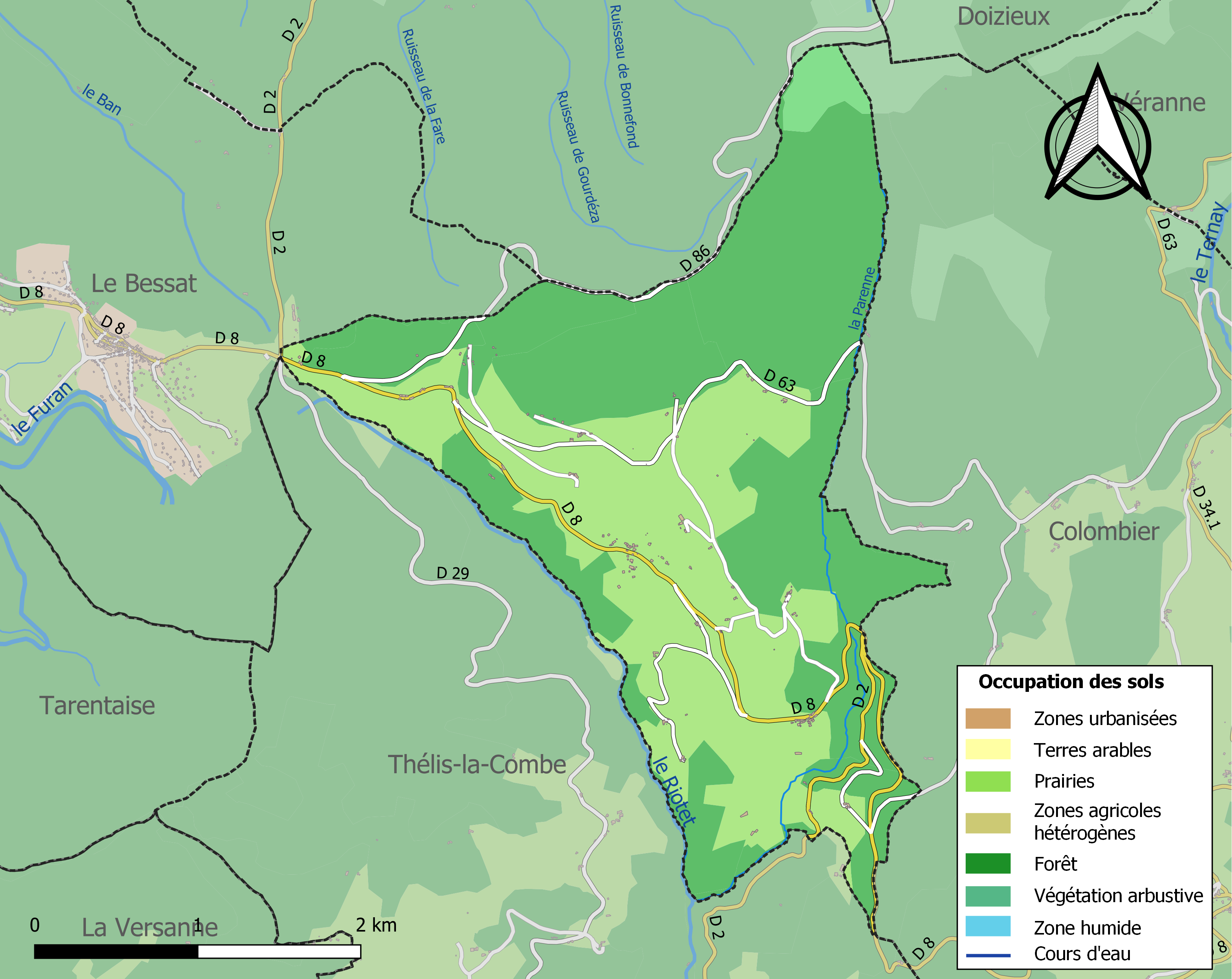
Carte des infrastructures et de l'occupation des sols de la commune en 2018 (CLC).

L'occupation des sols de la commune, telle qu'elle ressort de la base de données européenne d’occupation biophysique des sols Corine Land Cover (CLC), est marquée par l'importance des forêts et milieux semi-naturels (59,3 % en 2018), une proportion identique à celle de 1990 (59,3 %). La répartition détaillée en 2018 est la suivante :
forêts (57,3 %), prairies (40,7 %), milieux à végétation arbustive et/ou herbacée (2 %). L'évolution de l’occupation des sols de la commune et de ses infrastructures peut être observée sur les différentes représentations cartographiques du territoire : la carte de Cassini (XVIIIe siècle), la carte d'état-major (1820-1866) et les cartes ou photos aériennes de l'IGN pour la période actuelle (1950 à aujourd'hui).

### Habitat et logement
En 2020, le nombre total de logements dans la commune était de 111, alors qu'il était de 109 en 2015 et de 108 en 2010.
Parmi ces logements, 58 % étaient des résidences principales, 30,1 % des résidences secondaires et 11,9 % des logements vacants. Ces logements étaient pour 89,2 % d'entre eux des maisons individuelles et pour 10,8 % des appartements.
Le tableau ci-dessous présente la typologie des logements à Graix en 2020 en comparaison avec celle de la Loire et de la France entière. Une caractéristique marquante du parc de logements est ainsi une proportion de résidences secondaires et logements occasionnels (30,1 %), très  supérieure à celle du département (4 %) et à celle de la France entière (9,7 %). Concernant le statut d'occupation de ces logements, 80 % des habitants de la commune sont propriétaires de leur logement (87,5 % en 2015), contre 58,8 % pour la Loire et 57,5 pour la France entière.
| Typologie                                               | Graix | Loire | France entière |
| ------------------------------------------------------- | ----- | ----- | -------------- |
| Résidences principales (en %)                           | 58    | 85,7  | 82,1           |
| Résidences secondaires et logements occasionnels (en %) | 30,1  | 4     | 9,7            |
| Logements vacants (en %)                                | 11,9  | 10,3  | 8,2            |

## Toponymie
Le nom de la commune dériverait du  latin gresum (terrain rocailleux), représentant bien la nature de son sol.

## Politique et administration

### Rattachements administratifs et électoraux

#### Rattachements administratifs
La commune se trouve dans l'arrondissement de Saint-Étienne du département de la Loire.
Elle faisait partie depuis 1793 du canton de Bourg-Argental. Dans le cadre du redécoupage cantonal de 2014 en France, cette circonscription administrative territoriale a disparu, et le canton n'est plus qu'une circonscription électorale.

#### Rattachements électoraux
Pour les élections départementales, la commune fait partie depuis 2014 du canton du Pilat
Pour l'élection des députés, elle fait partie de la quatrième circonscription de la Loire.

### Intercommunalité
Graix est membre de la communauté de communes des Monts du Pilat, un établissement public de coopération intercommunale (EPCI) à fiscalité propre créé en 2004 et auquel la commune a transféré un certain nombre de ses compétences, dans les conditions déterminées par le code général des collectivités territoriales.

### Liste des maires
| Période                                  | Période                        | Identité          | Étiquette | Qualité                                                         |
| ---------------------------------------- | ------------------------------ | ----------------- | --------- | --------------------------------------------------------------- |
| Les données manquantes sont à compléter. |                                |                   |           |                                                                 |
|                                          |                                |                   |           |                                                                 |
|                                          |                                | Marcel Degraix    |           |                                                                 |
|                                          | 1977                           | André Degraix     |           | Mort en fonction                                                |
| mars 1977                                | mars 2008                      | Joseph Giraudet   |           | Agriculteur, syndicaliste agricole Chevalier du Mérite agricole |
| mars 2008                                | mai 2020                       | Guillaume Sabot   |           |                                                                 |
| mai 2020                                 | août 2023                      | Stéphane Exbrayat |           | Ouvrier Démissionnaire                                          |
| septembre 2023                           | En cours (au 30 novembre 2023) | Philippe Royet    |           | Agriculteur                                                     |

## Population et société
Les habitants sont les Grêlands et les Grêlandes.

### Démographie
L'évolution du nombre d'habitants est connue à travers les recensements de la population effectués dans la commune depuis 1793. Pour les communes de moins de 10 000 habitants, une enquête de recensement portant sur toute la population est réalisée tous les cinq ans, les populations de référence des années intermédiaires étant quant à elles estimées par interpolation ou extrapolation. Pour la commune, le premier recensement exhaustif entrant dans le cadre du nouveau dispositif a été réalisé en 2008.

En 2022, la commune comptait 134 habitants, en évolution de −10,07 % par rapport à 2016 (Loire : +1,32 %, France hors Mayotte : +2,11 %).
| 1793 | 1800 | 1806 | 1821 | 1831 | 1836 | 1841 | 1846 | 1851 |
| ---- | ---- | ---- | ---- | ---- | ---- | ---- | ---- | ---- |
| 305  | 270  | 356  | 317  | 336  | 370  | 357  | 378  | 387  |

| 1856 | 1861 | 1866 | 1872 | 1876 | 1881 | 1886 | 1891 | 1896 |
| ---- | ---- | ---- | ---- | ---- | ---- | ---- | ---- | ---- |
| 416  | 408  | 348  | 354  | 366  | 390  | 429  | 393  | 335  |

| 1901 | 1906 | 1911 | 1921 | 1926 | 1931 | 1936 | 1946 | 1954 |
| ---- | ---- | ---- | ---- | ---- | ---- | ---- | ---- | ---- |
| 345  | 310  | 300  | 232  | 245  | 220  | 215  | 178  | 151  |

| 1962 | 1968 | 1975 | 1982 | 1990 | 1999 | 2006 | 2008 | 2013 |
| ---- | ---- | ---- | ---- | ---- | ---- | ---- | ---- | ---- |
| 146  | 138  | 116  | 117  | 131  | 134  | 144  | 147  | 151  |

| 2018 | 2022 | - | - | - | - | - | - | - |
| ---- | ---- | - | - | - | - | - | - | - |
| 143  | 134  | - | - | - | - | - | - | - |

### Sports et loisirs

#### Col de la Croix de Chaubouret
Le col de la Croix de Chaubouret se situe au nord de la commune de Graix, à une altitude de 1 201 m à la limite des communes de Graix et du Bessat et offre une vue sur la vallée du Rhône et la chaîne des Alpes.

#### Base de loisirs des Réalles
Entre 1 122 m et 1 200 m d'altitude, le site de loisirs des Réalles dispose de 2 pistes vertes de 550 m et d'une piste rouge de 450 m pour la pratique du dévalkart ainsi que d'une piste de descente de slalom VTT. L'ensemble est desservi par le remonte-pente de la Rebatte, d'une longueur de 378 m.
Le domaine, équipé de deux téléskis, est initialement conçu pour la pratique du ski alpin, mais, depuis 2005, il n'est désormais plus exploité que l'été.

## Culture locale et patrimoine

### Lieux et monuments
- Église Saint-Abdon et Sennen de Graix.
- Sentiers à travers les forêts  de hêtres et de sapins menant à de vastes prairies abritant une flore préservée par l’agriculture traditionnelle[7].

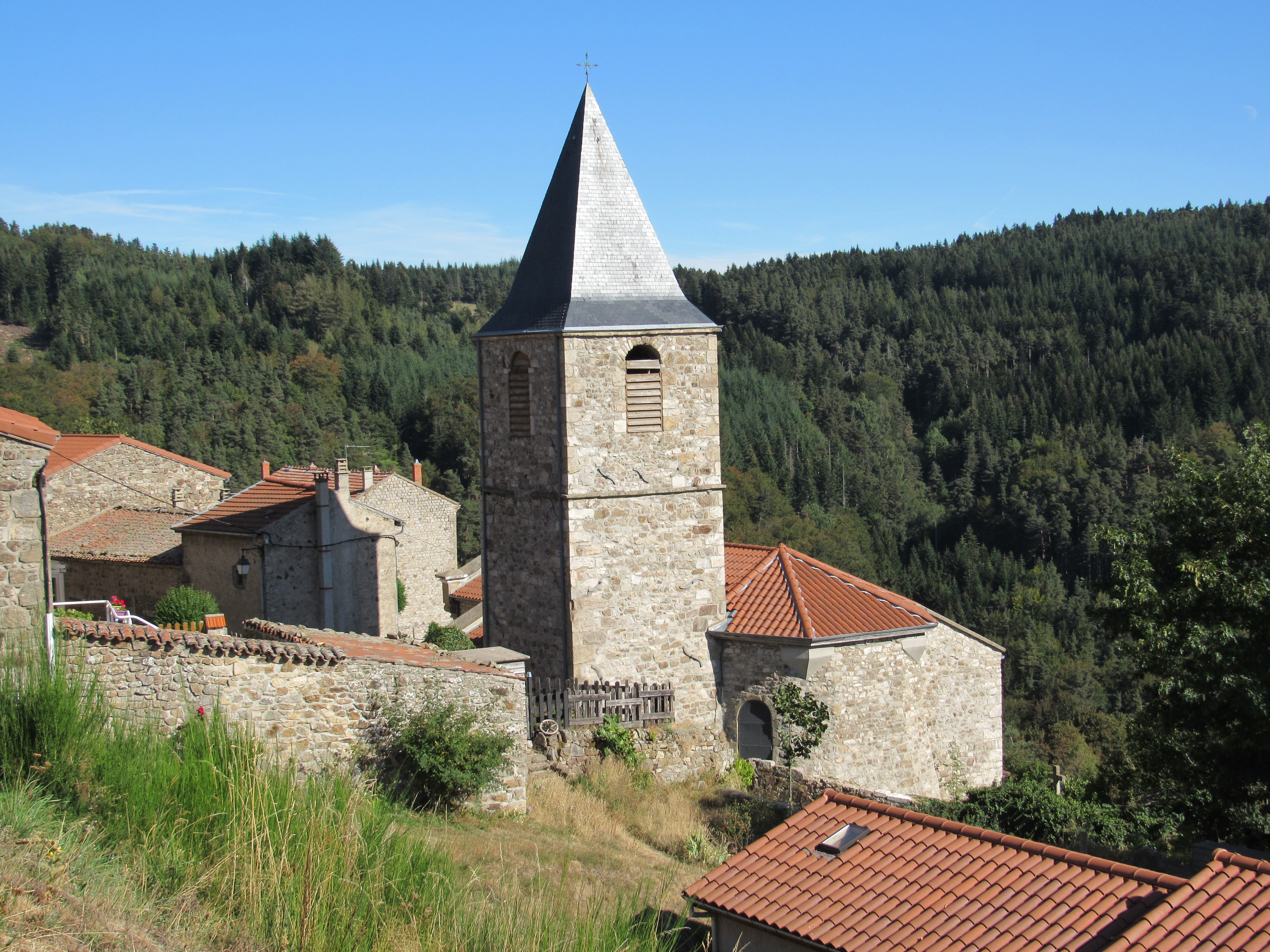
L'église Saint-Abdon et Sennen...
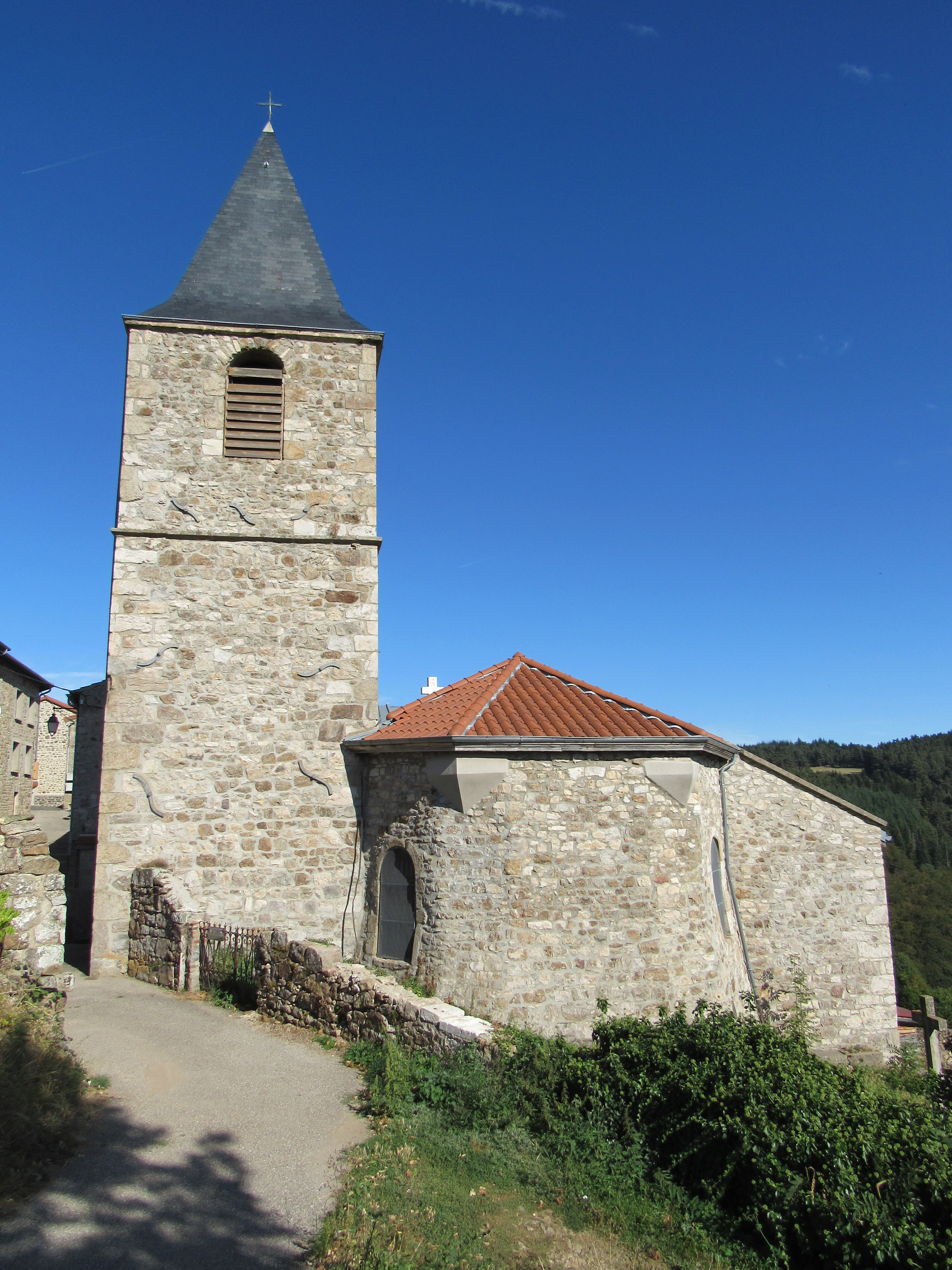
... et son clocher.
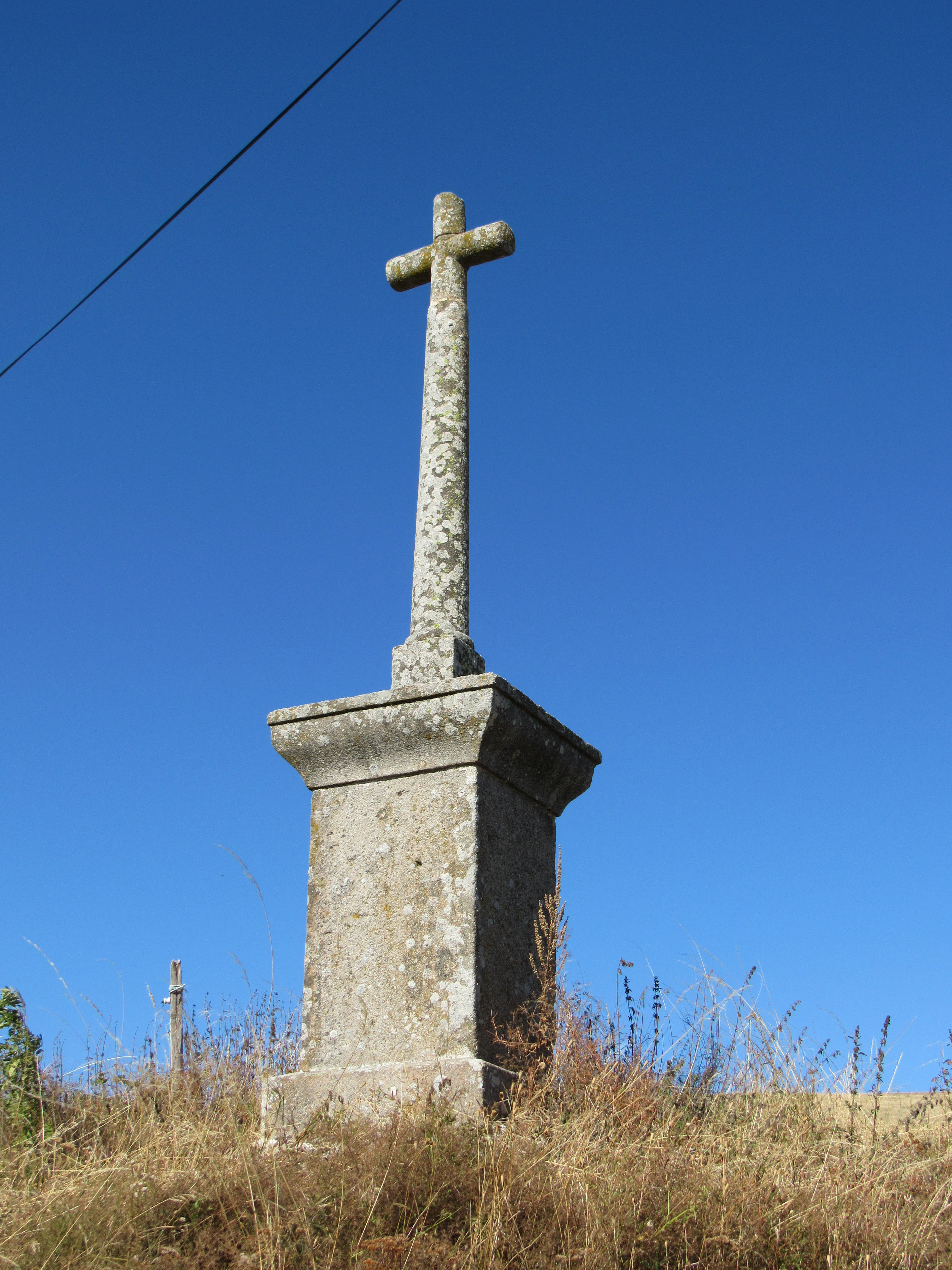
Croix de chemin.
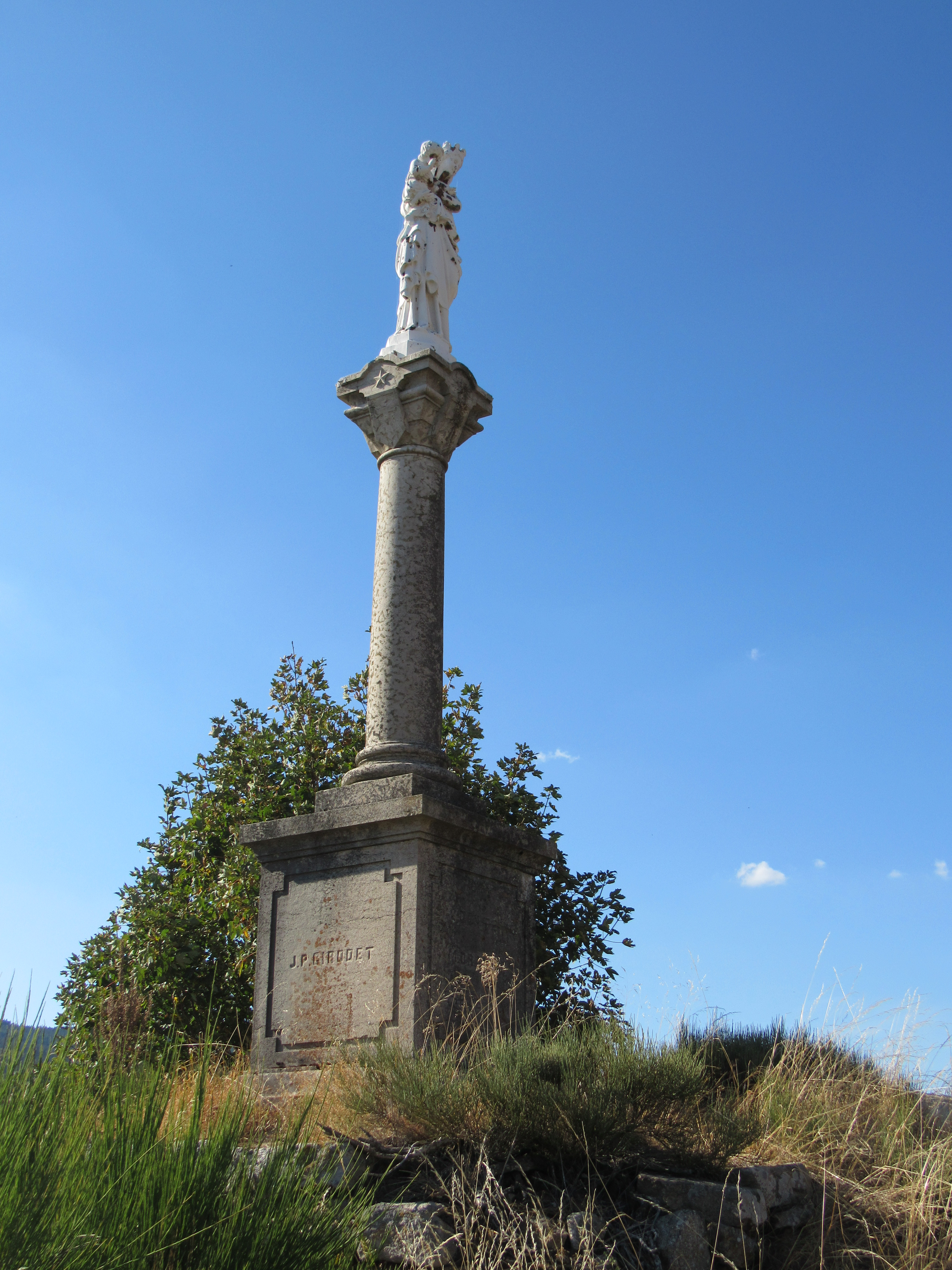
Madone de Graix.

## Pour approfondir